# Nocturne Records
Nocturne Records fue una compañía discográfica de jazz fundada por el batería Roy Harte y el bajista Harry Babasin en 1954. Nocturne estaba ubicada en Hollywood, California y se centraba en el estilo West Coast jazz.
El 28 de marzo de 1955, Nocturne se fusionó con Liberty Records y editó un catálogo de jazz, entre ellas, la serie de "Jazz in Hollywood". Babasin, presidente de Nocturne, remained to supervise the repertoire. Anteriormente, Roy Harte cofundó Pacific Jazz Records en 1952.
En 1988, Fresh Sound reeditó una caja recopilatoria en CD titulado The Complete Nocturne Recordings: Jazz in Hollywood Series.

## Artistas
- Harry Babasin
- Peggy Connelly
- Bob Enevoldsen
- Virgil Gonsalves
- Bob Gordon
- Conley Graves
- Earl Hines
- Herbie Harper
- Lou Levy
- Bud Shank
- Steve White